# Calvin Kang
Kang Li Loong, detto Calvin (江利龙S, Jiāng LìlóngP; Singapore, 16 aprile 1990), è un ex velocista singaporiano.

## Biografia
Kang ha debuttato internazionalmente ai Mondiali juniores in Cina nel 2006, nel corso della sua carriera ha preso parte a gare individuali e di staffetta, riportando un paio di medaglie d'argento ai Giochi del Sud-est asiatico. In campo extra-continentale, Kang ha preso parte a diverse edizioni dei Mondiali, delle Universiadi e ai Giochi olimpici di Pechino 2008.

## Palmarès
| Anno | Manifestazione                         | Sede         | Evento      | Risultato  | Prestazione | Note |
| ---- | -------------------------------------- | ------------ | ----------- | ---------- | ----------- | ---- |
| 2006 | Mondiali U20                           | Pechino      | 4×100 m     | Batteria   | 41"74       |      |
| 2007 | Campionati asiatici                    | Amman        | 4×100 m     | 7º         | 41"15       |      |
| 2008 | Mondiali U20                           | Bydgoszcz    | 100 m piani | Semifinale | 10"75       |      |
| 2008 | Giochi olimpici                        | Pechino      | 100 m piani | Batteria   | 10"73       |      |
| 2008 | Giochi della gioventù del Commonwealth | Pune         | 100 m piani | Semifinale | 10"76       |      |
| 2010 | Campionati asiatici indoor             | Doha         | 60 m piani  | Batteria   | 6"91        |      |
| 2010 | Giochi del Commonwealth                | Nuova Delhi  | 4×100 m     | Batteria   | 40"14       |      |
| 2010 | Giochi asiatici                        | Canton       | 200 m piani | Batteria   | 21"68       |      |
| 2010 | Giochi asiatici                        | Canton       | 4×100 m     | Batteria   | dnf         |      |
| 2011 | Campionati asiatici                    | Kōbe         | 200 m piani | Batteria   | 21"86       |      |
| 2011 | Campionati asiatici                    | Kōbe         | 4×100 m     | 7º         | 40"24       |      |
| 2011 | Universiadi                            | Shenzen      | 4×100 m     | 4º         | 40"44       |      |
| 2011 | Giochi del Sud-est asiatico            | Palembang    | 200 m piani | 7º         | 21"95       |      |
| 2011 | Giochi del Sud-est asiatico            | Palembang    | 4×100 m     | Argento    | 39"91       |      |
| 2013 | Asiatici                               | Pune         | 4x100 m     | Batteria   | dnf         |      |
| 2013 | Universiadi                            | Kazan'       | 4×100 m     | 6º         | 40"27       |      |
| 2013 | Mondiali                               | Mosca        | 100 m piani | Batteria   | 10"66       |      |
| 2013 | Giochi del Sud-est asiatico            | Naypyidaw    | 4×100 m     | Argento    | 39"79       |      |
| 2014 | Campionati asiatici indoor             | Hangzhou     | 60 m piani  | 7º         | 6"80        |      |
| 2014 | Mondiali indoor                        | Sopot        | 60 m piani  | Batteria   | 6"75        |      |
| 2014 | Giochi del Commonwealth                | Glasgow      | 100 m piani | Batteria   | 10"77       |      |
| 2014 | Giochi del Commonwealth                | Glasgow      | 4×100 m     | Batteria   | 40"05       |      |
| 2014 | Giochi asiatici                        | Incheon      | 100 m piani | Batteria   | 10"67       |      |
| 2014 | Giochi asiatici                        | Incheon      | 4×100 m     | 6º         | 39"47       |      |
| 2015 | Giochi del Sud-est asiatico            | Singapore    | 100 m piani | 6º         | 10"47       |      |
| 2015 | Giochi del Sud-est asiatico            | Singapore    | 4×100 m     | Argento    | 39"24       |      |
| 2016 | Campionati asiatici indoor             | Doha         | 60 m piani  | Semifinale | 6"82        |      |
| 2017 | Campionati asiatici                    | Bhubaneswar  | 100 m piani | Semifinale | 10"61       |      |
| 2017 | Campionati asiatici                    | Bhubaneswar  | 4×100 m     | Batteria   | 40"83       |      |
| 2017 | Giochi del Sud-est asiatico            | Kuala Lumpur | 100 m piani | 8º         | 10"74       |      |
| 2017 | Universiadi                            | Taipei       | 4×100 m     | Batteria   | dq          |      |